# Ian Goodison
Ian Goodison (ur. 21 listopada 1972 w Montego Bay) – jamajski piłkarz, który grał na pozycji środkowego obrońcy. W latach 1996-2009 wielokrotny reprezentant Jamajki. Uczestnik Mistrzostw Świata 1998. Większość kariery spędził w angielskim Tranmere Rovers.

## Kariera klubowa
Piłkarską karierę Goodison rozpoczął w klubie Olympic Gardens F.C. ze stolicy Jamajki, Kingston. W jego barwach zadebiutował w Jamaican National Premier League. W 1993 roku zdobył z nim Puchar Jamajki, a latem 1999 wyjechał do Anglii i został zawodnikiem Hull City z Division Three. W sezonie 2000/2001 kibice Hull uznali go Piłkarzem Roku w drużynie. Zespół bez powodzenia wystąpił w barażach o awans do Division Two. W Hull Ian grał do lata 2002 roku.
W 2002 roku Goodison wrócił na Jamajkę i przez półtora sezonu występował w drużynie z rodzinnego Montego Bay, Seba United F.C. Na początku 2004 roku odszedł z klubu i znów trafił do Wielkiej Brytanii. Do grającego w Division Two Tranmere Rovers ściągnął go menedżer Brian Little. Jednak po nieudanych barażach o awans do League One Little został zwolniony, a Goodison wrócił na Jamajkę. Z czasem jednak odnowił swój kontrakt i wrócił do Tranmere, z którym rywalizuje na boiskach League One.

## Kariera reprezentacyjna
W reprezentacji Jamajki Goodison zadebiutował 27 sierpnia 1996 roku w przegranym 1:2 towarzyskim meczu z Gwatemalą i w debiucie zdobył gola. W 1998 roku został powołany przez selekcjonera René Simõesa do kadry na Mistrzostwa Świata we Francji. Tam zagrał w trzech spotkaniach: przegranych 1:3 z Chorwacją i 0:5 z Argentyną oraz wygranym 2:1 z Japonią. W październiku 2005 rozegrał swój setny mecz w kadrze narodowej.